# Норт Гровенер Дејл (Конектикат)
Норт Гровенер Дејл (енгл. North Grosvenor Dale) насељено је место без административног статуса у америчкој савезној држави Конектикат.

## Демографија
По попису из 2010. године број становника је 1.530, што је 106 (7,4%) становника више него 2000. године.
| Група             | 2000.         | 2010.         |
| Белци             | 1.367 (96,0%) | 1.383 (90,4%) |
| Афроамериканци    | 12 (0,8%)     | 15 (1,0%)     |
| Азијати           | 4 (0,3%)      | 2 (0,1%)      |
| Хиспаноамериканци | 26 (1,8%)     | 66 (4,3%)     |
| Укупно            | 1.424         | 1.530         |